# Santec
Santec é uma comuna francesa na região administrativa da Bretanha, no departamento Finisterra. Estende-se por uma área de 8,06 km². Em 2010 a comuna tinha 2 479 habitantes (densidade: 307,6 hab./km²).